# Ronnie Simpson
Ronnie Simpson, született Ronald Campbell Simpson (Glasgow, 1930. október 11. – Glasgow, 2004. április 19.) válogatott skót labdarúgó, kapus, olimpikon, edző.

## Pályafutása

### Klubcsapatban
1946 és 1950 között a Queens’s Park, 1950–51-ben a Third Lanark labdarúgója volt. 1951 és 1960 között az angol Newcastle United csapatában védett, ahol két angolkupa-győzelmet ért el. 1960 és 1964 között a Hibernian, 1964 és 1970 között a Celtic játékosa volt. A Celtic csapatával négy skót bajnoki címet és három kupagyőzelmet ért el. Tagja volt az 1966–67-es BEK-győztes és az 1969–70-es idényben BEK-döntős együttesnek. 1969-ben vállsérülést szenvedett és a következő évben visszavonult az aktív játéktól.

### A válogatottban
1948-ban a brit válogatott tagjaként részt vett a londoni olimpián, ahol a negyedik helyen végzett a csapattal. 1967–68-ban öt alkalommal szerepelt a skót válogatottban.

### Edzőként
1971–72-ben a Hamilton Academical edzőjeként dolgozott.

## Sikerei, díjai
Newcastle United
- Angol kupa (FA Cup)
  - győztes (2): 1952, 1955

 Celtic
- Skót bajnokság
  - bajnok (4): 1965–66, 1966–67, 1967–68, 1968–69
- Skót kupa
  - győztes (3): 1967, 1967, 1969
  - döntős: 1966
- Skót ligakupa
  - győztes (3): 1965–66, 1966–67, 1967–68
- Bajnokcsapatok Európa-kupája (BEK)
  - győztes: 1966–67
  - döntős: 1969–70
- Interkontinentális kupa
  - döntős: 1967

## Statisztika

### Mérkőzései a skót válogatottban
| Skócia | Skócia            | Skócia                  | Skócia         | Skócia   | Skócia      | Skócia       | Skócia | Skócia  |
| #      | Dátum             | Helyszín                | Hazai          | Eredmény | Vendég      | Kiírás       | Gólok  | Esemény |
| ------ | ----------------- | ----------------------- | -------------- | -------- | ----------- | ------------ | ------ | ------- |
| 1.     | 1967. április 15. | London, Wembley Stadion | Anglia         | 2 – 3    | Skócia      | Eb-selejtező | -      |         |
| 2.     | 1967. május 10.   | Glasgow, Hampden Park   | Skócia         | 0 – 2    | Szovjetunió | barátságos   | -      |         |
| 3.     | 1967. október 21. | Belfast, Windsor Park   | Észak-Írország | 1 – 0    | Skócia      | Eb-selejtező | -      |         |
| 4.     | 1968. február 24. | Glasgow, Hampden Park   | Skócia         | 1 – 1    | Anglia      | Eb-selejtező | -      |         |
| 5.     | 1968. november 6. | Glasgow, Hampden Park   | Skócia         | 2 – 1    | Ausztria    | vb-selejtező | -      |         |
|        | Összesen          |                         |                | 5        | mérkőzés    |              | 0      | gól     |